# Ebro Foods
Ebro Foods, S.A. tidligere Ebro Puleva er en spansk fødevarevirksomhed, som er verdens største producent af ris og verdens næststørste producent af pasta. Omsætningen var i 2020 på 2,897 mia. euro og der var 7.800 ansatte. Ebro har 30 datterselskaber, talrige fødevarebrands og hovedkvarter i Madrid.
Ebro Puleva opstod i år 2000 ved en fusion mellem Azucarera Ebro Agrícolas og Puleva.